# Krava (sura)
Krava (arabsko Al-Baqara) je 2. sura (poglavje) v Koranu, ki jo sestavlja 286 ajatov (verzov). Je medinska sura.
Med opravljanjem molitve (salata oz. namaza) pri tej suri verniki opravijo 40 ruku'jev (priklonov).